# Heinz Rühmann
Heinz Rühmann (Essen, 7 maart 1902 - Aufkirchen, 3 oktober 1994), eigenlijke naam Heinrich Wilhelm Rühmann, was een van de bekendste Duitse filmacteurs, filmproducent en toneelspelers van de 20e eeuw.
Hij was het prototype van de ontwapenende kleine man en van de onopvallende Duitse doorsneeburger. Hij trad op in films als Die drei von der Tankstelle, Bomben auf Monte Carlo, Charley's Tante, Der Hauptmann von Köpenick, Der brave Soldat Schwejk, Maigret und sein größter Fall, Quax, de brokkenpiloot (Quax, der Bruchpilot, als antwoord op de Britse film It's in the air met George Formby), en vele andere.

## Jeugd en vroege carrière
Rühmann bracht zijn jeugd door in Wanne waar zijn vader een stationsrestauratie had gepacht. In 1913 vertrok het gezin naar Essen, waar zijn ouders het hotel Handelshof leidden. Zijn ouders lieten zich in 1916 scheiden, waarop zijn vader zelfmoord pleegde. Zijn moeder vertrok met haar drie kinderen naar München, waar Heinz de Realschule bezocht en een toneelopleiding volgde.
In juni 1920 kreeg Rühmann zijn eerste bijrollen in de theaterstukken genaamd  "Rose Bernd" van Gerhart Hauptmann  en "Die Büchse der Pandora" van Frank Wedekind  in het theater van Breslau en trad daarna met Theo Lingen op in het Residenztheater Hannover. Na meerdere engagementen in Bremen en München trouwde Rühmann op 9 augustus 1924 met zijn collega Maria Bernheim die als Maria Herbot optrad.
In 1926 trad Rühmann voor het eerst op in de stomme film Das deutsche Mutterherz en verdere filmrollen verhoogden zijn bekendheid. In 1927 kreeg hij een hoofdrol in Berlijn aan de zijde van Marlene Dietrich. Zijn optreden in Die drei von der Tankstelle (1930) vormde zijn definitieve doorbraak als filmacteur en vanaf die tijd behoort hij, samen met Hans Albers tot de meest geliefde Duitse acteurs.

## Carrière onder de nazi's
Nadat de nationaalsocialisten in 1933 de macht hadden overgenomen, hield Rühmann zich op de vlakte omtrent politiek. In 1938 liet hij zich van zijn Joodse vrouw scheiden, wat hem later het verwijt opleverde dat hij zijn carrière voorrang boven zijn vrouw gaf, maar waarschijnlijk was het huwelijk al op de klippen gelopen. Hiervoor spreekt ook dat zijn tweede vrouw, Hertha Feiler, die hij kort na de scheiding trouwde, een Joodse grootvader had en volgens de rassenwetten van Neurenberg dus ook (ten dele) Joods was, wat Rühmann moeilijkheden met de nazi's opleverde. Zijn eerste vrouw overleefde de oorlog in Zweden. Naast zijn huwelijk had Rühmann een affaire met collega Leny Marenbach, die met hem een filmkoppel vormde in o.a. Der Mustergatte en Fünf Millionen suchen einen Erben.
Onder de nazi's slaagde Rühmann erin zijn aureool als unpolitische filmster te behouden. Zo was hij een van de lievelingsacteurs van Anne Frank, die een foto van hem uit Paradies der Junggesellen (1939) aan de muur van Het Achterhuis had hangen. Eerder, in 1937, verbood de filmkeuring de film Lachende Erben, met de Nederlandse Lien Deyers naast Rühmann in de tweede hoofdrol, vanwege de Joodse afkomst van Deyers en regisseur Max Ophuls, alsmede het propageren van alcoholgebruik.
Toch kwam hij er niet onderuit zich tijdens de Tweede Wereldoorlog meer en meer in dienst van de nazipropaganda te stellen, voornamelijk door komedies zoals Quax, der Bruchpilot, die het publiek moesten afleiden van de gebeurtenissen. In totaal speelde hij in de naziperiode in 37 films en regisseerde hij er vier. In 1941 speelde hij, onder regie van de voorzitter van de Reichsfilmkammer, Carl Froelich, in Der Gasmann een meteropnemer die van spionage wordt verdacht. In datzelfde jaar speelde hij de hoofdrol in Quax, der Bruchpilot over een klunzige jongeman, die na door zijn vriendin te zijn verlaten door zelfdiscipline uiteindelijk een goede piloot en zelfs vlieginstructeur wordt. Bijzonder aan deze film is, dat Rühmann de scènes in vliegende vliegtuigen zelf speelde; Rühmann had sedert 1930 een vliegbrevet en bezat tot op hoge leeftijd zelf een toestel.  In 1944 werd de première van Die Feuerzangenbowle door de censuur verboden wegens "gebrek aan respect voor de autoriteiten", maar door zijn goede connecties met het regime kon Rühmann zijn film toch vertoond krijgen door een privévoorstelling te organiseren in de Wolfsschanze voor o.a. Hermann Göring. De laatste wist bij Hitler de vrijgave van de film te bewerkstelligen. De film was overigens een remake van So ein Flegel uit 1934.
Als acteur (Staatsschauspieler) was Rühmann vrijgesteld van dienstplicht, maar was wel verplicht een basisopleiding te volgen in Quedlinburg. Voor het regime was hij als acteur veel belangrijker dan als soldaat. In 1944 zetten Adolf Hitler en Joseph Goebbels hem op de Gottbegnadeten-Liste, de lijst van voor het regime onmisbare kunstenaars. Het gerucht dat Rühmann kapitein bij de Luftwaffe was, is dan ook onzin. Wel was hij een hartstochtelijk piloot en bezat hij zijn eigen vliegtuig.

## Na de oorlog

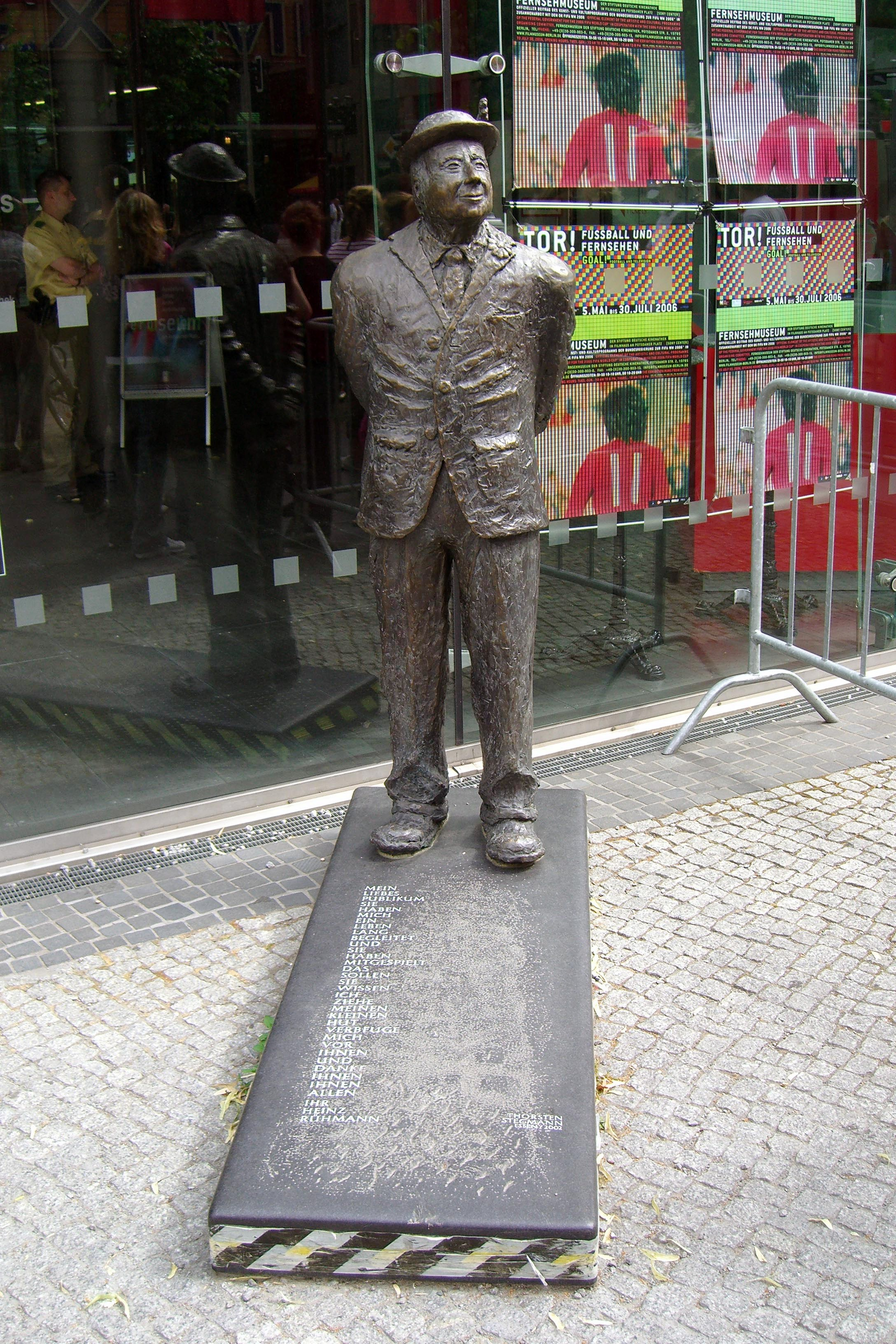
Beeld van Heinz Rühmann voor het Filmmuseum in Berlijn

Na de val van het Derde Rijk tot aan 1946, de periode van denazificatie, mocht Rühmann niet optreden, maar al in 1946 hadden de geallieerden geen bezwaar meer tegen de voortzetting van zijn carrière. Rühmann vroeg een vergunning voor theater-optredens aan en trok met een kleine theatergroep langs verschillende steden. In 1947 richtte hij de studio Comedia op die echter in 1953, na verscheidene flops, failliet ging. Pas nadat de regisseur Helmut Käutner hem hielp, kon Rühmann met Keine Angst vor großen Tieren in 1956 zijn comeback als acteur vieren. Zijn hernieuwde doorbraak als groot acteur lukte hem met Der Hauptmann von Köpenick, waar hij de rol van Wilhelm Voigt speelde in de verfilming van het tragikomische werk van Carl Zuckmayer, een rol die hem op het lijf geschreven was en waarvoor hij in 1957 de Preis der deutschen Filmkritik kreeg.
Ook in het theater maakte Rühmann furore, bijvoorbeeld in de Münchner Kammerspielen, waar hij onder regie van Fritz Kortner optreedt in Warten auf Godot en van 1960 tot 1962 was hij lid van het Wiener Burgtheaters, waar hij onder andere optreedt in het stuk Tod eines Handlungsreisenden. Zelfs operette is hem niet te veel, in 1976 treedt hij als Frosch op in Die Fledermaus bij de Wiener Staatsoper.

## Late carrière
Op latere leeftijd vond Rühmann zijn liefde voor de recitatie en verwisselde meer en meer het witte doek voor de platenstudio en het spreekgestoelte. Bijzonder geliefd waren zijn optredens in een serie kerstlezingen die door het ZDF werden uitgezonden. In het programma Stars in der Manege trad hij op met de wereldberoemde Sovjet-Russische clown Oleg Popov.
Bij de begrafenis van Edith Schultze-Westrum, met wie hij in het begin van zijn carrière optrad als een van de kleinen Großen, sprak Rühmann de grafrede. In 1982 publiceerde hij zijn autobiografie onder de titel Das war's ("Dat was het dan"). Het laatste optreden van Rühmann was in het programma Wetten dass...?, waar hij door het publiek werd geëerd met een minutenlange staande ovatie, die Rühmann tot tranen toe bewoog.
Heinz Rühmann stierf begin oktober 1994 op 92-jarige leeftijd in Aufkirchen am Starnberger See in Beieren en werd een dag later - zoals hij voor zijn overlijden had verzocht - gecremeerd. De urn werd op 30 oktober 1994 bijgezet op het plaatselijke kerkhof en de straat waar hij woonde werd tot Heinz-Rühmann-Weg omgedoopt.

## Filmografie als acteur
| Jaar | Titel                                                               | Regie                                                       | Anderen |
| ---- | ------------------------------------------------------------------- | ----------------------------------------------------------- | --- |
| 1926 | Das deutsche Mutterherz                                             | Géza von Bolváry                                            | |
| 1927 | Das Mädchen mit den fünf Nullen                                     | Kurt Bernhardt                                              | Adele Sandrock, Paul Bildt, Veit Harlan |
| 1930 | Einbrecher                                                          | Hanns Schwarz                                               | Ralph Arthur Roberts, Lilian Harvey, Willy Fritsch, Oskar Sima |
| 1930 | Die drei von der Tankstelle                                         | Wilhelm Thiele                                              | Lilian Harvey, Willy Fritsch, Oskar Karlweis en de Comedian Harmonists |
| 1931 | Bomben auf Monte Carlo                                              | Hanns Schwarz                                               | Hans Albers, Ida Wüst, Peter Lorre |
| 1931 | Der Mann, der seinen Mörder sucht                                   | Robert Siodmak                                              | Lien Deyers, Hans Leibelt |
| 1931 | Meine Frau, die Hochstaplerin                                       | Kurt Gerron                                                 | Käthe von Nagy, Fritz Grünbaum, Theo Lingen, Fritz Alberti |
| 1931 | Man braucht kein Geld                                               | Carl Boese                                                  | Hans Moser, Ida Wüst, Hedy Lamarr |
| 1931 | Der brave Sünder                                                    | Fritz Kortner                                               | Max Pallenberg, Dolly Haas, Josefine Dora |
| 1932 | Der Stolz der dritten Kompanie                                      | Fred Sauer                                                  | Adolf Wohlbrück, Viktor de Kowa, Rudolf Platte |
| 1932 | Es wird schon wieder besser                                         | Kurt Gerron                                                 | Fritz Grünbaum, Dolly Haas, Oskar Sima |
| 1933 | Lachende Erben                                                      | Max Ophüls                                                  | Lien Deyers, Ida Wüst, Max Adalbert |
| 1933 | Heimkehr ins Glück                                                  | Carl Boese                                                  | Paul Hörbiger, Luise Ullrich |
| 1933 | Ich und die Kaiserin                                                | Friedrich Hollaender                                        | Mady Christians, Conrad Veidt, Hubert von Meyerinck |
| 1934 | Die Finanzen des Großherzogs                                        | Gustaf Gründgens                                            | Viktor de Kowa, Hilde Weissner, Fritz Alberti, Theo Lingen |
| 1934 | So ein Flegel                                                       | Robert A. Stemmle                                           | Inge Konradi, Oskar Sima |
| 1934 | Frasquita                                                           | Carl Lamac                                                  | Hans Moser, Rudolf Carl, Charlott Daudert |
| 1934 | Ein Walzer für dich                                                 | Georg Zoch                                                  | Camilla Horn, Adele Sandrock, Theo Lingen |
| 1934 | Heinz im Mond                                                       | Robert A. Stemmle                                           | Annemarie Sörensen, Rudolf Platte, Oskar Sima, Inge Konradi |
| 1935 | Der Himmel auf Erden                                                | E. W. Emo                                                   | Adele Sandrock, Hermann Thimig, Hans Moser, Rudolf Carl, Theo Lingen, Lizzi Holzschuh                                                                                           |
| 1935 | Eva                                                                 | Johannes Riemann                                            | Hans Moser, Adele Sandrock, Magda Schneider |
| 1936 | Allotria                                                            | Willi Forst                                                 | Renate Müller, Jenny Jugo, Adolf Wohlbrück |
| 1936 | Ungeküsst soll man nicht schlafen gehn                              | E. W. Emo                                                   | Liane Haid, Theo Lingen, Hans Moser |
| 1936 | Lumpacivagabundus                                                   | Géza von Bolváry                                            | Hans Holt, Paul Hörbiger, Fritz Imhoff |
| 1936 | Wenn wir alle Engel wären                                           | Carl Froelich                                               | Leny Marenbach, Harald Paulsen, Will Dohm |
| 1937 | Der Mann, von dem man spricht                                       | E. W. Emo                                                   | Hans Moser, Theo Lingen, Gusti Huber |
| 1937 | Der Mann, der Sherlock Holmes war                                   | Karl Hartl                                                  | Hans Albers, Marieluise Claudius, Hansi Knoteck |
| 1937 | Der Mustergatte                                                     | Wolfgang Liebeneiner                                        | Leny Marenbach, Heli Finkenzeller, Hans Söhnker |
| 1938 | Die Umwege des schönen Karl                                         | Carl Froelich                                               | Margarete Kupfer, Karin Hardt, Ernst Legal |
| 1938 | Fünf Millionen suchen einen Erben                                   | Carl Boese                                                  | Leny Marenbach, Vera von Langen, Oskar Sima |
| 1938 | Nanu, Sie kennen Korff noch nicht?                                  | Fritz Holl                                                  | Victor Janson, Franz Schafheitlin, Fritz Rasp |
| 1938 | Dreizehn Stühle                                                     | E. W. Emo                                                   | Hans Moser, Annie Rosar, Inge List |
| 1939 | Der Florentiner Hut                                                 | Wolfgang Liebeneiner                                        | Herti Kirchner, Paul Henckels, Christl Mardayn |
| 1939 | Paradies der Junggesellen                                           | Kurt Hoffmann                                               | Josef Sieber, Hans Brausewetter, Trude Marlen |
| 1939 | Hurra, ich bin Papa!                                                | Kurt Hoffmann                                               | Albert Florath, Carola Höhn, Ursula Grabley |
| 1940 | Kleider machen Leute                                                | Helmut Käutner                                              | scenario: Helmut Käutner naar het boek van Gottfried Keller, met Hertha Feiler, Erich Ponto, Hilde Sessak                                                                       |
| 1940 | Wunschkonzert                                                       | Eduard von Borsody                                          | Ilse Werner, Carl Raddatz, Joachim Brennecke |
| 1941 | Der Gasmann                                                         | Carl Froelich                                               | Anny Ondra, Walter Steinbeck, Will Dohm |
| 1941 | Quax, der Bruchpilot                                                | Kurt Hoffmann                                               | Karin Himboldt, Lothar Firmans, Beppo Brehm, Harry Liedtke |
| 1941 | Hauptsache glücklich!                                               | Theo Lingen                                                 | Hertha Feiler, Ida Wüst, Hans Leibelt |
| 1943 | Ich vertraue Dir meine Frau an                                      | Kurt Hoffmann                                               | Lil Adina, Else von Möllendorff, Paul Dahlke |
| 1944 | Die Feuerzangenbowle                                                | Helmut Weiss                                                | Karin Himboldt, Hilde Sessak, Erich Ponto, Paul Henckels, Hans Leibelt |
| 1945 | Quax in Afrika                                                      | Helmut Weiss                                                | Scenario: Hermann Grote, met Hertha Feiler, Bruni Löbel, Beppo Brem) |
| 1946 | Sag’ die Wahrheit                                                   | Helmut Weiss                                                | Gustav Fröhlich, Georg Thomalla, Susanne von Almassy |
| 1948 | Der Herr vom anderen Stern                                          | Heinz Hilpert                                               | Peter Pasetti, Hilde Hildebrand, Hans Cossy, Anneliese Römer |
| 1949 | Ich mach Dich glücklich                                             | Alexander von Slatinay                                      | Hertha Feiler, Karl Schönböck, Dorit Kreysler |
| 1949 | Das Geheimnis der roten Katze                                       | Helmut Weiss                                                | Gustav Knuth, Angelika Hauff, Trude Hesterberg |
| 1952 | Das kann jedem passieren                                            | Paul Verhoeven                                              | Gustav Knuth, Gisela Schmidting, Liesl Karlstadt |
| 1952 | Schäm’ dich, Brigitte! (later: Wir werden das Kind schon schaukeln) | E.W. Emo                                                    | Annie Rosar, Hans Moser, Margarete Slezak, Theo Lingen, Brigitte Ratz, Nadja Tiller, Hilde Berndt                                                                               |
| 1953 | Keine Angst vor großen Tieren                                       | Kurt Hoffmann                                               | Ingeborg Körner, Gustav Knuth, Gisela Trowe |
| 1953 | Briefträger Müller                                                  | John Reinhardt (en Heinz Rühmann, al werd hij niet genoemd) | Heli Finkenzeller, Wolfgang Condrus, Susanne von Almassy |
| 1954 | Auf der Reeperbahn nachts um halb eins                              | Wolfgang Liebeneiner                                        | Hans Albers, Fita Benkhoff, Erwin Strahl |
| 1955 | Zwischenlandung in Paris („Escale à Orly“)                          | Jean Dréville                                               | Dany Robin, Dieter Borsche, Claus Biederstaedt |
| 1955 | Wenn der Vater mit dem Sohne                                        | Hans Quest                                                  | Oliver Grimm, Waltraut Haas, Robert Freytag |
| 1956 | Charleys Tante                                                      | Hans Quest                                                  | Hertha Feiler, Claus Biederstaedt, Walter Giller |
| 1956 | Das Sonntagskind                                                    | Kurt Meisel,                                                | Walter Giller, Werner Peters, Siegfried Lowitz, Kurt Pratsch-Kaufmann |
| 1956 | Der Hauptmann von Köpenick                                          | Helmut Käutner                                              | Martin Held, Hannelore Schroth, Wolfgang Neuss, Walter Giller |
| 1957 | Vater sein dagegen sehr                                             | Kurt Meisel                                                 | Marianne Koch, Hans Leibelt, Paul Esser |
| 1958 | Der Mann, der nicht nein sagen konnte                               | Kurt Früh                                                   | Hannelore Schroth, Siegfried Lowitz, Renate Ewert) |
| 1958 | Es geschah am hellichten Tag                                        | Ladislao Vajda                                              | Sigfrit Steiner, Siegfried Lowitz (Inspektor Henzi), Gert Fröbe, Ewald Balser)                                                                                                  |
| 1958 | Der eiserne Gustav                                                  | Georg Hurdalek                                              | Lucie Mannheim, Ernst Schröder, Karin Baal, Ingrid van Bergen) |
| 1958 | Der Pauker                                                          | Axel von Ambesser                                           | Wera Frydtberg, Bruni Löbel, Gert Fröbe, Klaus Löwitsch, Peter Kraus, Michael Verhoeven                                                                                         |
| 1959 | Menschen im Hotel                                                   | Gottfried Reinhardt                                         | O. W. Fischer, Gert Fröbe, Sonja Ziemann |
| 1959 | Ein Mann geht durch die Wand                                        | Ladislao Vajda                                              | Rudolf Vogel, Hubert von Meyerinck, Peter Vogel |
| 1960 | Mein Schulfreund                                                    | Robert Siodmak                                              | Loni von Friedl, Ernst Schröder, Mario Adorf |
| 1960 | Der Jugendrichter                                                   | Paul Verhoeven                                              | Karin Baal, Lola Müthel, Hans Nielsen |
| 1960 | Der brave Soldat Schwejk                                            | Axel von Ambesser                                           | Ernst Stankovski, Franz Muxeneder, Ursula von Borsody, Senta Berger, Jane Tilden, Fritz Eckhardt, Fritz Muliar                                                                  |
| 1960 | Das schwarze Schaf                                                  | Helmuth Ashley                                              | Lina Carstens, Karl Schönböck, Maria Sebaldt, Siegfried Lowitz |
| 1961 | Der Lügner                                                          | Ladislao Vajda                                              | Annemarie Düringer, Blandine Ebinger, Gustav Knuth |
| 1962 | Er kann’s nicht lassen                                              | Axel von Ambesser                                           | Lina Carstens, Rudolf Forster, Grit Böttcher, Ruth Maria Kubitschek, Horst Tappert                                                                                              |
| 1962 | Max, der Taschendieb                                                | Imo Moszkowicz                                              | Elfie Pertramer, Hans Clarin und Ruth Stephan |
| 1963 | Meine Tochter und ich                                               | Thomas Engel                                                | Gertraud Jesserer, Gustav Knuth, Agnes Windeck, Herta Staal |
| 1963 | Das Haus in Montevideo                                              | Helmut Käutner                                              | scenario: Curt Goetz, met Ruth Leuwerik, Paul Dahlke, Hanne Wieder |
| 1964 | Vorsicht Mr.Dodd!                                                   | Günter Gräwert                                              | Maria Sebaldt, Robert Graf, Anton Diffring) |
| 1965 | Das Narrenschiff („Ship of Fools“)                                  | Stanley Kramer                                              | Vivien Leigh, Simone Signoret, Oskar Werner, Lee Marvin |
| 1965 | Das Liebeskarussell                                                 | Rolf Thiele, Alfred Weidenmann, Axel von Ambesser           | Curd Jürgens, Nadja Tiller, Ivan Desny, Gert Fröbe, Catherine Deneuve, Friedrich von Thun, Ingeborg Wall, Johanna von Koczian, Anita Ekberg, Peter Alexander, Axel von Ambesser |
| 1965 | Dr. med. Hiob Prätorius                                             | Kurt Hoffmann                                               | scenario: Curt Goetz, met Liselotte Pulver, Fritz Tillmann, Fritz Rasp |
| 1966 | Hokuspokus oder: Wie lasse ich meinen Mann verschwinden...?         | Kurt Hoffmann                                               | scenario: Curt Goetz, met Liselotte Pulver, Fritz Tillmann, Richard Münch |
| 1966 | Geld oder Leben („La bourse et la vie“)                             | Jean-Pierre Mocky                                           | Fernandel, Jean Poiret, Marilu Tolo |
| 1966 | Maigret und sein größter Fall                                       | Alfred Weidenmann                                           | Günter Strack (Kommissar Delvigne), Eddi Arent, Günther Stoll |
| 1966 | Grieche sucht Griechin                                              | Rolf Thiele                                                 | Hannes Messemer, Charles Régnier, Irina Demick |
| 1967 | Die Abenteuer des Kardinal Brown („Operazione San Pietro“)          | Lucio Fulci                                                 | Edward G. Robinson, Wolfgang Kieling, Herbert Fux |
| 1968 | Der Tod des Handlungsreisenden (TV)                                 | Gerhard Klingenberg                                         | Käthe Gold, Christoph Bantzer, Boy Gobert |
| 1968 | Die Ente klingelt um halb acht                                      | Rolf Thiele                                                 | Hertha Feiler, Charles Régnier, Rudolf Schündler |
| 1970 | Mein Freund Harvey (TV)                                             | Kurt Wilhelm                                                | Susi Nicoletti, Charles Régnier, Barbara Schöne |
| 1971 | Der Kapitän                                                         | Kurt Hoffmann                                               | Johanna Matz, Horst Tappert, Ernst Stankovski, Horst Janson, Günter Pfitzmann, muziek: James Last                                                                               |
| 1973 | Oh Jonathan, oh Jonathan!                                           | Franz Peter Wirth                                           | Peter Fricke, Franziska Oehme, Paul Dahlke |
| 1977 | Gefundenes Fressen                                                  | Michael Verhoeven                                           | Mario Adorf, Elisabeth Volkmann, Joachim Fuchsberger |
| 1977 | Das chinesische Wunder                                              | Wolfgang Liebeneiner                                        | Senta Berger, Peter Pasetti, Harald Leipnitz |
| 1979 | Noch ’ne Oper (TV)                                                  | Claus Peter Witt                                            | Scenario: Heinz Erhardt, met Grit Böttcher, Heinz Erhardt, Gert Fröbe, Rudolf Schock, Margit Schramm, Vicco von Bülow                                                           |
| 1979 | Balthasar im Stau (TV)                                              | Rudolf Jugert                                               | Cornelia Froboess, Louise Martini, Inge Wolffberg |
| 1981 | Ein Zug nach Manhattan (TV)                                         | Rolf von Sydow                                              | Ulrike Bliefert, Charles Brauer, Hans Hessling, Bruni Löbel |
| 1983 | Es gibt noch Haselnuß-Sträucher (TV)                                | Vojtech Jasny                                               | Katharina Böhm, Marion Kracht, Luitgard Im, Anneliese Uhlig, Sigmar Solbach |
| 1993 | In weiter Ferne, so nah!                                            | Wim Wenders                                                 | Otto Sander, Bruno Ganz, Nastassja Kinski, Martin Olbertz, Aline Krajewski, Peter Falk                                                                                          |

## Filmografie als regisseur
| Jaar | titel                         | acteurs                                          |
| ---- | ----------------------------- | ------------------------------------------------ |
| 1938 | Lauter Lügen                  | Albert Matterstock, Hertha Feiler, Fita Benkhoff |
| 1940 | Lauter Liebe                  | Hertha Feiler, Hans Leibelt, Helmut Weiss        |
| 1944 | Der Engel mit dem Saitenspiel | Hertha Feiler, Hans Söhnker, Hans Nielsen        |
| 1944 | Sophienlund                   | Hannelore Schroth, Hans Quest, Harry Liedtke     |
| 1948 | Die kupferne Hochzeit         | Hertha Feiler, Peter Pasetti, Hans Nielsen       |
| 1953 | Briefträger Müller            |                                                  |

## Filmografie als producent
| Jaar | Titel                          |
| ---- | ------------------------------ |
| 1939 | Der Florentiner Hut            |
| 1939 | Paradies der Junggesellen      |
| 1940 | Kleider machen Leute           |
| 1941 | Quax, der Bruchpilot           |
| 1941 | Hauptsache glücklich!          |
| 1943 | Ich vertraue Dir meine Frau an |
| 1944 | Die Feuerzangenbowle           |
| 1944 | Der Engel mit dem Saitenspiel  |
| 1947 | Quax in Afrika                 |
| 1948 | Berliner Ballade               |
| 1949 | Ich mach Dich glücklich        |
| 1949 | Das Geheimnis der roten Katze  |
| 1950 | Herrliche Zeiten               |
| 1953 | Briefträger Müller             |

## Prijzen
| Jaar | Prijs                                                                                               |
| ---- | --------------------------------------------------------------------------------------------------- |
| 1938 | Filmfestival Venetië voor Der Mustergatte                                                           |
| 1949 | Bijzondere prijs van het Filmfestival Venetië voorBerliner Ballade                                  |
| 1957 | Golden Gate Award (Best Actor) voor Der Hauptmann von Köpenick                                      |
| 1957 | Kunstpreis der Stadt Berlin                                                                         |
| 1957 | Filmband in Gold (Beste hoofdrolspeler) voor Der Hauptmann von Köpenick                             |
| 1957 | Preis der deutschen Filmkritik (Beste acteur)                                                       |
| 1959 | Ernst-Lubitsch-Preis                                                                                |
| 1960 | Preis der deutschen Filmkritik (Beste acteur)                                                       |
| 1961 | Filmband in Gold (Beste hoofdrolspeler) voor Das schwarze Schaf                                     |
| 1962 | Bambi                                                                                               |
| 1963 | Bambi                                                                                               |
| 1964 | Bambi                                                                                               |
| 1965 | Großes Verdienstkreuz des Verdienstordens der Bundesrepublik Deutschland                            |
| 1965 | Bambi                                                                                               |
| 1966 | Silberner Bildschirm der Zeitschrift TV-Hören und Sehen                                             |
| 1967 | Goldener Bildschirm                                                                                 |
| 1967 | Bambi                                                                                               |
| 1968 | Goldener Bildschirm                                                                                 |
| 1968 | Bambi                                                                                               |
| 1969 | Bambi                                                                                               |
| 1971 | Bambi                                                                                               |
| 1972 | Großes Verdienstkreuz des Verdienstordens der Bundesrepublik Deutschland mit Stern                  |
| 1972 | Filmband in Gold voor zijn jarenlang en excellente werk voor de Duitse filmindustrie                |
| 1972 | Goldene Leinwand voor bijzondere verdiensten                                                        |
| 1972 | Ehrenmedaille der Spitzenorganisation der Filmwirtschaft (SPIO) voor zijn gehele cariière           |
| 1972 | Bambi                                                                                               |
| 1973 | Bambi                                                                                               |
| 1977 | Großes Verdienstkreuz des Verdienstordens der Bundesrepublik Deutschland mit Stern und Schulterband |
| 1977 | Kultureller Ehrenpreis der Landeshauptstadt München                                                 |
| 1978 | Bambi                                                                                               |
| 1981 | Bayerischer Maximiliansorden für Wissenschaft und Kunst                                             |
| 1982 | Silberner Chaplin-Stock van het Verband Deutscher Filmkritiker                                      |
| 1982 | Goldene Ehrenmünze van de Stad München                                                              |
| 1984 | Bambi                                                                                               |
| 1986 | Bayerischer Filmpreis (Ereprijs)                                                                    |
| 1989 | Doctor honoris causa voor Kunst und Wetenschap van het land Noordrijn-Westfalen                     |
| 1990 | Goldene Berolina                                                                                    |
| 1992 | Magdeburger Otto voor zijn gehele carrière                                                          |
| 1994 | Goldene Kamera (postuum) voor zijn gehele carrière                                                  |
| 2006 | Eerste prijs in decategorie Acteurs in het ZDF-programma Unsere Besten                              |

## Discografie

### Muziek
- 1936: Li-li, Li-li, Li-li, Liebe / Wozu ist die Straße da? (Odeon O-25 846)
- 1937: Jawohl, meine Herr'n! (duet met Hans Albers) (Odeon O-25 919a)
- 1938: Ich brech’ die Herzen der stolzesten Frau’n (Odeon O-26 126a)
- 1939: Das kann doch einen Seemann nicht erschüttern (met Hans Brausewetter en Josef Sieber) / Wozu ist die Straße da ? (Odeon O-26 342)
- 1940: Wanderlied / Mir geht’s gut... (duet met Hertha Feiler) (Odeon O-4629)
- 1940: Ich bin so leidenschaftlich! / Das mach’ ich alles nur mit einem netten Lächeln (Odeon O-4632)
- 1955: Wenn der Vater mit dem Sohne (duet met Oliver Grimm) / Was sind wir Männer doch für’n lustiger Verein (Odeon O-29010)
- 1957: O Bello / Das bleibt nicht so (Polydor 23 565)
- 1975: Ich weiß / Der Clown (Philips 6003 450)
- 1975: Treffpunkt Herz: Wozu ist die Straße da... (duet met Peter Alexander op lp) (Ariola 89 370 XT)
- 1993: Unser Lied (LaLeLu) Remix van Cinematic feat. Heinz Rühmann en Oliver Grimm (Hansa 74321 14746 7)
- 1994: Ein guter Freund Remix von Cinematic & Heinz Rühmann (Hansa 74321 19941 7)

daarnaast:
- So ein Regenwurm hat’s gut (uit de filmkomedie Der Mann, von dem man spricht) / Die Ballade vom semmelblonden Emil (latere editie als vinyl-single van EMI Electrola)
- Ein Freund, ein guter Freund (op diverse compilaties, filmgeluid)

### Woord
- 1976: Heinz Rühmann erzählt Max und Moritz von Wilhelm Busch. (Poly / Polydor STEREO 2432 175)
- 1979: Der liebe Augustin. Die Geschichte eines leichten Lebens. (Tudor 77029)
- 1982: Weihnachten mit | Christmas with Heinz Rühmann. (Orfeo S 037821 B)
- 1984: Reineke Fuchs. Von Johann Wolfgang von Goethe. (mit dem Symphonie-Orchester des Bayerischen Rundfunks) (Orfeo S 110 842 H)
- 1988: Heinz Rühmann erzählt Weihnachtsgeschichten von Felix Timmermans. (Deutsche Grammophon Literatur 427 278-1)
- 1989: Die 13 Monate. Heinz Rühmann spricht Erich Kästner. (Deutsche Grammophon Literatur 429 418-1)
- 1992: Heinz Rühmann erzählt Märchen der Gebrüder Grimm. (Deutsche Grammophon Literatur 435 890-1)
- 1992: Weihnachten mit Heinz Rühmann. (Ariola 74321 11041 2)
- 1992: Heinz Rühmann liest die Bergpredigt. (Lipp 004)
- 2004: Warten auf Godot. (Bayerischer Rundfunk 1954) (Deutsche Grammophon Literatur. ISBN 978-3-8291-1491-2.)
- 2004: Du kannst mir viel erzählen. (NWDR 1949) (Deutsche Grammophon Literatur. ISBN 978-3-8291-1492-9.)
- 2004: Ein Engel namens Schmitt. (NWDR 1953) (Deutsche Grammophon Literatur. ISBN 978-3-8291-1493-6.)
- 2004: Abdallah und sein Esel. (Bayerischer Rundfunk 1953) (Deutsche Grammophon Literatur. ISBN 978-3-8291-1494-3.)
- 2004: Die Feuerzangenbowle. Ein Hörspiel unter Verwendung des berühmten Filmtons. (Deutsche Grammophon Literatur.)

## Hoorspelen
- 1926: Die Lore (de kleine) (naar Otto Erich Hartleben) – Regie: Albert Spenger, met Otto Framer, Albert Spenger, Ruth Giethen
- 1927: Die Siebzehnjährigen (naar Max Dreyer) – Regie: Rudolf Hoch, met Rudolf Hoch, Elise Aulinger, Ewis Borkmann, Ferdinand Classen
- 1949: Du kannst mir viel erzählen (van Christian Bock) (Johannes) – Regie: Ulrich Erfurth
- 1952: Nicht nur zur Weihnachtszeit (naar Heinrich Böll) – Regie: Fritz Schröder-Jahn, met Reinhold Lütjohann, Thea Maria Lenz, Rudolf Fenner, Ingeborg Walther
- 1953: Abdallah und sein Esel (naar Käthe Olshausen) (ezel) – Regie: Hanns Cremer, met Axel von Ambesser, Bum Krüger, Alexander Malachovsky, Helen Vita, Heinz Leo Fischer
- 1953: Ein Engel namens Schmitt (naar Just Scheu en Ernst Nebhut) (Thomas Schmitt, Paul Gerlachs Sekretär) – Regie: Otto Kurth, met Hans Zesch-Ballot, Gisela Peltzer, Helmut Peine, Jo Wegener, Charlotte Joeres
- 1954: Warten auf Godot (naar Samuel Beckett) (Estragon) – Regie: Fritz Kortner, met Friedrich Domin, Ernst Schröder, Rudolf Vogel
- 1955: Meine Frau erfährt kein Wort – Regie: Axel von Ambesser, Friedrich Luft, Jörg Jannings, met Hertha Feiler, Karl Schönböck, Eva Kerbler

## Autobiografie
- Das war’s. Erinnerungen. Ullstein, Berlin 1994, ISBN 3-548-20521-6